# أبو خليل لطفي
محمد أبو خليل لطفي (10 أغسطس 1920 - 31 ديسمبر 1993) هو فنان تشكيلي مصري.

## حياته ونشأته
محمد أبو خليل لطفي ولد في 10 أغسطس 1920 في حي القلعة بالقاهرة. درس في المدرسة السعيدية الثانوية، على يد يوسف العفيفي. حصل على البكالوريا من ثانوية المنصورة 1937.
التحق بقسم الزخرفة في مدرسة الفنون الجميلة العليا بالقاهرة، ثم بقسم الرسم في بمعهد التربية للمعلمين 1942. ابتعث إلى أوهايو لدراسة الماجستير والدكتوراة، لكنه ترك الدراسة 1947 وانتقل إلى شيكاجو والتحق بمعهد التصميم بين عامي 1948 و1950، حيث درس تيار باوهاوس، ثم عاد إلى أوهايو التي مكث فيها شهرين قبل أن يرحل إلى نيويورك (1950 - 1953، ليدرس في قسم التربية الفنية بجامعة نيويورك.
- دبلوم كلية الفنون الجميلة بالقاهرة 1942 .
- دبلوم المعهد العالى للتربية الفنية بالقاهرة 1944 .
- دبلوم معهد التصميم بشيكاغو 1947 .
- ماجستير في الفن والتربية من جامعة اوهايو بالولايات المتحدة 1949.
- درس الفن بجامعة نيويورك 1950 : 1953 .
- درس ديكور المسرح ببلجراد ـ يوغوسلافيا 196

## مسيرته
- أستاذ الفنون بالمعهد العالى للتربية الفنية بالقاهرة 1954 : 1961 .[5]
- خبير صناعات ريفية بالمجلس الاعلى للخدمات .
- أستاذ الفنون بالمعهد العالى للفنون المسرحية 1961 : 1971 .
- أستاذ الفنون بدار المعلمين بدولة الكويت 1973 : 1981 .
- أستاذ الفنون بالمعهد العالى للفنون المسرحية بدولة الكويت 1973 : 1981 .
- أستاذ متفرغ للفنون التشكيلية بالمعهد العالى للفنون المسرحية حتى وفاته.
- مؤسس حركة الشرقيون الجدد. سنة 1940.

## جوائز
- وسام الاستحقاق من الطبقة الخامسة من جمهورية مصر العربية 1954.

- جائزة تقدير من المهرجان الدولى للتصوير بمدينة كان بفرنسا 1969.
- كرم في المعرض القومى للفنون التشكيلية الدورة (23) 1993.